# Tephritis goberti
Tephritis goberti
 es una especie de insecto díptero que Seguy describió científicamente por primera vez en el año 1932.
Esta especie pertenece al género Tephritis de la familia Tephritidae.